# Glycera macintoshi
Glycera macintoshi är en ringmaskart som beskrevs av Grube 1877. Glycera macintoshi ingår i släktet Glycera och familjen Glyceridae. Inga underarter finns listade i Catalogue of Life.